# 용추계곡
용추계곡(龍湫溪谷)은 경기도 가평군 가평읍 승안리 위치한 계곡이다. 해발 900m의 칼봉산을 발원지로 형성된 용추계곡에는 자연의 형상이 용이 누워있는 모습과 같다하여 와룡추라 불리는 곳이 있는데, 물이 맑기로 유명하다. 용추폭포를 시작으로 와룡추, 무송암, 탁령뇌, 고실탄, 일사대, 주월담, 청풍협, 귀유연, 농완개 등 옥계구곡이라 부르는 아홉 군데 아름다운 경치가 있다. 